# La morocha (tango)

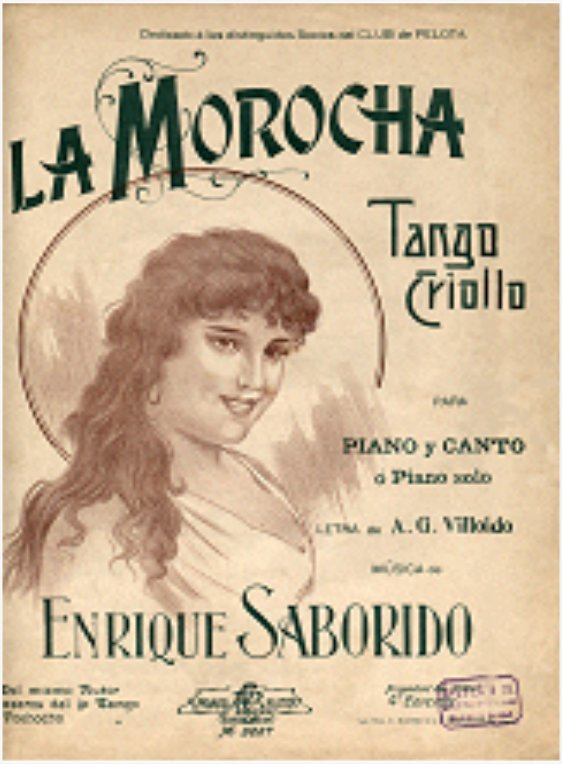
"La morocha" (1905), de Ángel Villoldo y Enrique Saborido, el primer gran éxito del tango canción.

La morocha es un célebre tango compuesto en 1905 por el músico argentino Ángel Villoldo y el músico uruguayo Enrique Saborido, y grabado en 1906 por Los Gobbi. Se trata uno de los primeros tangos en ser grabado y la primera partitura en ser exportada a Europa.

## Historia
Compuesto en 1905, con música de Enrique Saborido y letra de Ángel Villoldo, fue estrenado por la propia musa que lo había inspirado, la bailarina uruguaya Lola Candales y grabado originalmente por Flora Gobbi.
El propio Saborido cuenta, en una entrevista de 1928 realizada por la revista  Caras y Caretas cómo se compuso la canción:

-Saborido: En ese tiempo existía aún el Bar Reconquista del popular Ronchetti. Yo solía ir allí con frecuencia y también hacía lo propio una linda bailarina uruguaya llamada Lola Candales...

-Periodista: ¿Ella fue la musa?

-Saborido: Le diré. Una noche la reunión estaba sumamente animada, figurando en ella los muchachos Victorica, Argerich, el diputado Félix Rivas y otros. Como notaran que yo estaba muy entusiasmado con Lola, que era una morocha exquisita, me tocaron el amor propio asegurando que yo no podía escribir un tango que ella pudiera cantar con éxito. Siguió la jarana y, ya de madrugada, nos retiramos todos. Me acosté y estaba por dormirme cuando me acordé del desafío.

-Periodista: ¿Y allí mismo escribió su tango?

-Saborido: Inmediatamente. Eran las cinco, y yo me senté al piano. A las seis y media había compuesto la pieza. Una hora después estaba en casa de mi amigo Ángel Villoldo pidiéndole que escribiera la letra. A las diez de la mañana, letra y música estaban de acuerdo y, al mediodía ambos visitábamos a Lola.

-Periodista: ¿Para ejecutarle el nuevo tango?

-Saborido: Así fue. Lo aprendió de memoria, lo ensayó y esa noche, en presencia de toda aquella barra memorable, ella misma lo cantó por primera vez.

-Periodista: ¡Todo un triunfo!

-Saborido: Absoluto. Fue repetido ocho veces, entre los aplausos de la concurrencia, y el diputado Rivas envió a Lola 200 pesos como premio por su éxito.

Las partituras de "La morocha" fueron las primeras en llegar a Europa. Los marinos argentinos y los hijos de familias ricas llevan a París el tango que habían aprendido en su frecuentación de los lupanares. Comienza una nueva era para el género, con el aporte de músicos mejor preparados y la incorporación de letras evocativas del paisaje del suburbio, de la infancia y de amores contrariados.

## La canción
La canción cuenta con una estructura clásica de canción con dos estrofas y estribillo seguida de otras dos estrofas y la reiteración del estribillo. Las estrofas a su vez tienen dos partes musicales encadenadas, que conforman con el estribillo tres partes musicales diferenciadas, una característica de las tangos de la  Guardia Vieja. Oscar del Priore la describe como un "tango azarzuelado", es decir con aire de zarzuela, una característica que tuvieron muchos tangos de la última década del siglo XIX.
El título y la letra hacen referencia a la condición de "morocha" de la mujer argentina, un calificativo que va más allá del color del pelo, para referirse a la pertenencia étnica, criolla y gaucha, de la mujer argentina de pueblo, a comienzos del siglo XX.
Esas "morochas", fueron las "negras", las "pardas", las "morenas" y las "chinas", como se las llamaba, que tuvieron un papel protagónico en la aparición del tango, como bailarinas y como compañeras del aluvión de inmigrantes que hubo entre 1870 y 1930, mayoritariamente varones.
Villoldo escribe la letra, definiendo el rol de la mujer de un modo muy conservador, sosteniendo que debe considerar a su hombre como "dueño" y ocuparse de servirlo y realizar las tareas del hogar. Pero asimismo, la canción pone también el acento en el erotismo de "la morocha argentina", describiéndola como («de mirar ardiente, la que en su alma siente, el fuego de amor»).  

Yo soy la morocha,
la más agraciada,
la más renombrada
de esta población.
Soy la que al paisano
muy de madrugada
muy de madrugada
brinda un cimarrón.

Yo, con dulce acento,
junto a mi ranchito,
canto un estilito
con tierna pasión,
mientras que mi dueño
sale al trotecito
sale al trotecito
en su redomón.

Soy la morocha argentina,
la que no siente pesares
y alegre pasa la vida
con sus cantares.
Soy la gentil compañera
del noble gaucho porteño,
la que conserva el cariño
para su dueño.
Yo soy la morocha
de mirar ardiente,
la que en su alma siente
el fuego de amor.
Soy la que al criollito
más noble y valiente
más noble y valiente
ama con ardor.

En mi amado rancho,
bajo la enramada,
en noche plateada,
con dulce emoción,
le canto al pampero,
a mi patria amada
a mi patria amada
y a mi fiel amor.

Soy la morocha argentina,
la que no siente pesares
y alegre pasa la vida
con sus cantares.
Soy la gentil compañera
del noble gaucho porteño,
la que conserva el cariño
para su dueño.
La morocha (Ángel Villoldo, 1861-1919)

## Versiones
La primera versión grabada de "La Morocha", uno de los primeros tangos en ser grabados, la realizó Flora Rodríguez de Gobbi en 1906, en la discográfica Victor. La grabación se realizó en Estados Unidos. Flora Gobbi integraba con su esposo, el director de orquesta Alfredo Eusebio Gobbi, un conjunto conocido como Los Gobbi, que fue uno de los más exitosos en las primeras décadas del tango.
Luego se realizaron otras versiones, algunas de ellas de mucho éxito como las de Lola Membrives (1909), Ada Falcón con Francisco Canaro, Mercedes Simone, Libertad Lamarque, Virginia Luque y Lolita Torres. También son muy reconocidas las versiones instrumentales de Juan D'Arienzo y Carlos Di Sarli.
En 1910 Villoldo grabó también una versión paródica de "La Morocha", titulada "Los mamertos", en el que canta en primera persona como borracho.